# Рівняння Гінзбурга — Ландау
Рівняння Гінзбурга — Ландау рівняння, які описують стан надпровідника в зовнішньому магнітному полі.
В теорії Гінзбурга — Ландау надпровідник описується параметром порядку ψ, який вважається малим, а тому розглядається область в околиці фазового переходу між надпровідним і звичайним станом (у звичайному стані параметр порядку дорівнює нулю).
Рівняння мають такий вигляд:
{\displaystyle {\frac {1}{4m}}\left(-i\hbar \nabla -{\frac {2e}{c}}\mathbf {A} \right)^{2}\psi +a\psi +b|\psi |^{2}\psi =0},
де {\displaystyle \hbar } — приведена стала Планка, m — маса електрона, c — швидкість світла, {\displaystyle \mathbf {A} } — векторний потенціал, a та b — певні сталі, які характеризують надпровідник.
Рівняння нагадує рівняння Шредінгера, але для частинки з масою й зарядом вдвічі більшими за масу й заряд електрона (куперівська пара).
Крім наведеного рівняння величина магнітного поля визначається із звичного рівняння електродинаміки
{\displaystyle {\text{rot}}\,\mathbf {B} ={\frac {4\pi }{c}}\mathbf {j} },
де густина струму {\displaystyle \mathbf {j} } визначається виразом
{\displaystyle \mathbf {j} =-i{\frac {e\hbar }{2m}}(\psi ^{*}\nabla \psi -\psi \nabla \psi ^{*})-{\frac {2e^{2}}{mc}}|\psi |^{2}\mathbf {A} }.

## Вільна енергія
Рівняння Гінзбурга — Ландау виводяться із принципу мінімальності вільної енергії термодинамічної системи у рівноважному стані. Виражена через параметр порядку, вільна енергія має такий вигляд:
{\displaystyle F=F_{n0}+\int \left\{{\frac {B^{2}}{8\pi }}+{\frac {\hbar ^{2}}{2m}}\left|\left(\nabla -{\frac {2ie}{\hbar c}}\mathbf {A} \right)\psi \right|^{2}+a|\psi |^{2}+{\frac {b}{2}}|\psi |^{4}\right\}dV}
Теорія Гінзбурга — Ландау дозволяє розраховувати критичні магнітні поля, проникнення магнітного поля в надпровідник тощо.

## Граничні умови
На межі між надпровідником і речовиною в нормальному стані параметр порядку повинен задовільняти граничним умовам
{\displaystyle \mathbf {n} \left(-i\hbar \nabla \psi -{\frac {2e}{c}}\mathbf {A} \psi \right)=0},
де {\displaystyle \mathbf {n} } — орт нормалі до поверхні розділу.

## Історія
Сільвія Серваті у 2004 році отримала премію EMS за внесок у теорію Гінзбурга – Ландау.